# Miss Portugal
Pour les articles homonymes, voir Miss.

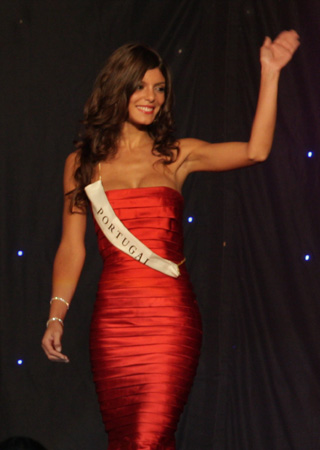
Andreia Rodrigues, Miss Portugal 2008, durant la compétition Miss World 08

Miss Portugal est un concours de beauté féminine, destiné aux jeunes femmes du Portugal, qualificatif pour Miss Grand International, Miss International, Miss Terre, Miss Monde et Miss Univers.
En 2005, le concours change de nom devenant Miss Lusitania. En 2007 le concours n'a pas eu lieu et revient à nouveau en 2008 sous le titre de Miss Portugal.
| Année | Miss Portugal                   | Ville            | Élection Miss Monde |  |
| 2014  | Noémie Ferreira                 |                  |                     |  |
| 2013  | Elisabete Rodrigues             | Lisbonne         |                     |  |
| 2012  | Melanie Vicent                  | Lisbonne         | Top                 |  |
| 2010  | Catarina Aragonéz               | Portalegre       |                     |  |
| 2009  | Marta Ferriera Cadilha          | Viana do Castelo |                     |  |
| 2008  | Andreia Rodrigues Condesso      | Lisbonne         |                     |  |
| 2006  | Sara Sofia Almeida Dias Leite   | Lisbonne         |                     |  |
| 2005  | Ângela Maria Fonseca Spínola    | Setúbal          |                     |  |
| 2004  | Patrícia de Oliveira Raposa     |                  |                     |  |
| 2003  | Vanessa Job                     | Lisbonne         |                     |  |
| 2001  | Cláudia Borges                  | Lisbonne         |                     |  |
| 2000  | Gilda Dias Pé-Curto             |                  |                     |  |
| 1999  | Joana Teixeira                  | Teixoso          |                     |  |
| 1998  | Márcia Vasconcellos             |                  |                     |  |
| 1997  | Icília Silva Berenguel          |                  |                     |  |
| 1996  | Ana Mafalda Schäefer            |                  |                     |  |
| 1995  | Suzana Leitão Robalo            |                  |                     |  |
| 1994  | Leonor Filipa Corrêia Leal      | Lisbonne         |                     |  |
| 1993  | Ana Luísa Barbosa Moreira       | Porto            |                     |  |
| 1992  | Fernanda Manuela Santos         | Lisbonne         |                     |  |
| 1991  | Maria do Carmo Ramalho          | Lisbonne         |                     |  |
| 1990  | Filomena Miranda Marques        | Lisbonne         |                     |  |
| 1989  | Maria Angélica Mira Rosado      | Lisbonne         |                     |  |
| 1988  | Helena da Cunha Laureano        | Sesimbra         |                     |  |
| 1987  | Paula Isabel Leal de Souza      | Lisbonne         |                     |  |
| 1986  | Elsa Maria Rodrigues            | Lisbonne         |                     |  |
| 1985  | Maria de Fátima Raimundo        | Cascais          |                     |  |
| 1984  | Maria Leonor Mendes Corrêia     | Lisbonne         |                     |  |
| 1983  | Cesaltina da Conceição da Silva | Lisbonne         |                     |  |
| 1982  | Suzana Walker dos Santos Dias   | Lisbonne         |                     |  |
| 1979  | Ana Gonçalves Vieira            |                  |                     |  |
| 1973  | Maria Helena Martins            |                  |                     |  |
| 1972  | Anita Marques                   | Mozambique       |                     |  |
| 1971  | Paula de Almeida                | Mozambique       | 3e place            |  |
| 1970  | Maria Diozzo Lucas              |                  |                     |  |
| 1967  | Teresa de Amaro                 | Mozambique       |                     |  |
| 1964  | Rolanda Campos                  |                  |                     |  |
| 1963  | Maria Penedo                    |                  |                     |  |
| 1962  | Palmira Ferreira                |                  |                     |  |
| 1959  | Maria Teresa Motoa              | Lisbonne         |                     |  |